# Třebotov
Obec Třebotov se nachází v okrese Praha-západ, kraj Středočeský, asi 18 km jihozápadně od centra Prahy a 4 km severozápadně od Černošic. Žije zde přibližně 1 500 obyvatel.

## Části obce
Obec Třebotov se skládá ze tří částí, které leží v katastrálním území Třebotov:
- Třebotov
- Kala – malá osada 1 km na jihozápad
- Solopisky – vesnice 1 km na jih

## Historie
První písemná zmínka o vsi pochází z roku 1253, kdy se mezi nadáním, které král Václav I. učinil křižovnickému špitálu sv. Františka při pražském mostě, jmenuje dvorec v Třebotově (Tribotowe unum praedium).

### Územněsprávní začlenění
Dějiny územněsprávního začleňování zahrnují období od roku 1850 do současnosti. V chronologickém přehledu je uvedena územně administrativní příslušnost obce v roce, kdy ke změně došlo:
- 1850 země česká, kraj Praha, politický okres Smíchov, soudní okres Zbraslav[4]
- 1855 země česká, kraj Praha, soudní okres Zbraslav
- 1868 země česká, politický okres Smíchov, soudní okres Zbraslav
- 1927 země česká, politický okres Praha-venkov, soudní okres Zbraslav[5]
- 1939 země česká, Oberlandrat Praha, politický okres Praha-venkov, soudní okres Zbraslav[6]
- 1942 země česká, Oberlandrat Praha, politický okres Praha-venkov-jih, soudní okres Zbraslav[7]
- 1945 země česká, správní okres Praha-venkov-jih, soudní okres Zbraslav[8]
- 1949 Pražský kraj, okres Praha-jih[9]
- 1960 Středočeský kraj, okres Praha-západ
- 2003 Středočeský kraj, obec s rozšířenou působností Černošice

### Rok 1932
V obci Třebotov (přísl. Solopysky, 1004 obyvatel, katol. kostel) byly v roce 1932 evidovány tyto živnosti a obchody: zubní lékař, elektrotechnický závod, holič, 7 hostinců, kapelník, kolář, konsum Včela, 2 kováři, 3 krejčí, lakýrník, 2 mlýny, 4 obuvníci, pohřební ústav, 4 pojišťovací jednatelství, 11 rolníků, řezník, sedlář, 4 obchody se smíšeným zbožím, obchod se střižním zbožím, 3 trafiky, 3 truhláři, obchod s uhlím.

## Pamětihodnosti
- Tvrz Třebotov
- Kostel sv. Martina, pseudorománský z let 1866 až 1867 na místě staršího kostela
- Rychta
- Židovský hřbitov na východním okraji obce. Založen roku 1761; na ploše 0,56 ha dochováno kolem stovky náhrobních kamenů z období od konce 18. do počátku 20. století.
- V katastrálním území obce je přírodní rezervace Kulivá hora.

## Osobnosti
- V Třebotově zemřel spisovatel a překladatel Arno Kraus (1895–1974)
- Antonín Los, Ing. (1864–1923) narozen zde, český stavitel, geodet, specialista na projekci a stavbu staveb z litého betonu. Autor prvního betonového silničního mostu v Čechách (1896)

## Doprava
Dopravní síť
- Pozemní komunikace – Obcí prochází silnice II/101 v úseku Radotín - Třebotov - Rudná.

- Železnice – Železniční trať ani stanice na území obce nejsou.

Veřejná doprava 2011
- Autobusová doprava – V obci měly zastávky autobusové linky 309 Praha,Zličín - Choteč - Praha,Nádraží Radotín (v pracovních dnech 10 spojů) a 313 Praha,Nádraží Radotín - Černošice,žel.zast. (denně mnoho spojů) (dopravce Veolia Transport Praha, s. r. o).